# Izalco
Izalco è un comune del dipartimento di Sonsonate, in El Salvador.
La città dà il nome al vulcano omonimo, nato nel 1770 a seguito di una devastante eruzione del Vulcano Santa Ana e che da allora ha continuato a restare in attività costantemente sino al 1966 (ultima eruzione), guadagnandosi il soprannome di "Faro del Pacifico".

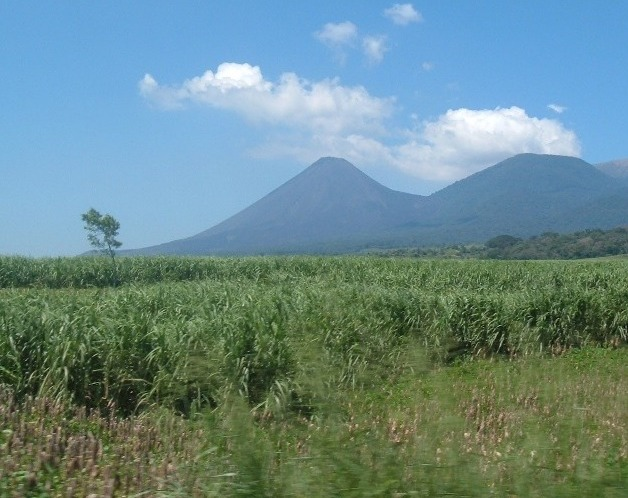
Vista del vulcano Izalco